# Ilshofen
Ilshofen – miasto w Niemczech, w kraju związkowym Badenia-Wirtembergia, w rejencji Stuttgart, w regionie Heilbronn-Franken, w powiecie Schwäbisch Hall, siedziba związku gmin Ilshofen-Vellberg. Leży ok. 15 km na północny wschód od Schwäbisch Hall, przy autostradzie A6.

## Współpraca

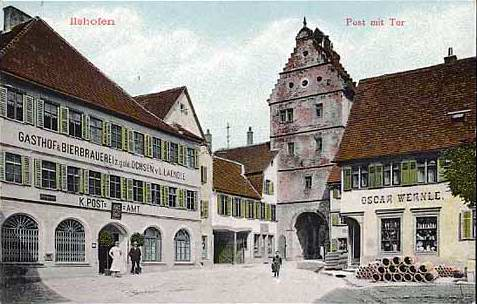
Ilshofen z 1900

Miejscowości partnerskie:
- Kleinsölk, Austria
- Lengefeld, Saksonia